# What's Opera, Doc?
What's Opera, Doc? (em português: Vai de Ópera, Velinho?) é um curta musical de comédia-dramática de desenho animado americano de 1957 da série Merrie Melodies, dirigido por Chuck Jones para a Warner Bros. Cartoons. Michael Maltese apresenta a história de Hortelino Troca-Letras perseguindo Pernalonga através de uma paródia de um clássico do século XIX do compositor Richard Wagner, particularmente das óperas Der Ring des Nibelungen (O Anel dos Nibelungos), Der Fliegende Holländer e Tannhäuser. Ele se apoia fortemente na segunda ópera do Die Walküre, chamada "Ring Cycle", tecida em torno da típica disputa de Pernalonga-Hortelino. O desenho animado marca a aparição final de Hortelino em um desenho animado de Chuck Jones.

## Enredo
A tela mostra a silhueta de um poderoso Viking despertando tempestades de raios ferozes, mas depois aumenta o zoom para revelar Hortelino em armadura (como o semideus Siegfried). Ele canta sua linha de assinatura "Be vewy qwiet, eu estou caçando wabbits" em "wecitative" (recitativo), antes que ele encontre "wabbit twacks" (pegadas de coelho) e chegue ao buraco do Pernalonga. Elmer então enfia a lança na toca do Pernalonga cantando "Mate o wabbit! Mate o wabbit! Mate o wabbit! " Pernalonga enfia a cabeça para fora de outra toca de coelho e, horrorizado, canta sua frase: "O que há, velhinho?" ("What's up, doc?"). Ele pergunta a Hortelino como ele matará o coelho e depois o provoca sobre sua "lança e capacete mágico". Isso leva à exibição dos "poderes" de Hortelino, chamado de Elmer-as-Siegfried no episódio, ambientados na abertura de The Flying Dutchman, que faz com que um raio atinja a árvore ao lado de Pernalonga, que com isso foge. Hortelino percebe "Esse foi o wabbit!", e a perseguição começa.
De repente, Hortelino para em sua busca ao ver a bela Valkyrie Brünnhilde (que é realmente Pernalonga disfarçado), cavalgando grandiosamente em seu cavalo extremamente gordo, Grane. "Siegfried" e "Brünnhilde" trocam carinhos, fixados no tema "Coro dos Peregrinos" de Tannhäuser como orquestrados na abertura da ópera.
Após a perseguição "difícil de conseguir", eles executam um balé curto (baseado no ballet Venusberg em Tannhäuser), terminando com o dueto "Return My Love", definido em outra seção da abertura de Tannhäuser, quando os dois se encontram em um gazebo. A verdadeira identidade de Pernalonga é inadvertidamente exposta quando seu elmo cai, enfurecendo Hortelino. Pernalonga puxa o capacete de Hortelino sobre sua cabeça e o usa como uma chance de escapar, descartando seu disfarce. Um rolo de bateria crescente está tocando enquanto Hortelino luta para consertar o capacete. Depois que ele coloca o capacete de volta na posição correta, a abertura "Ride" toca mais uma vez e o mirante branco fica vermelho (refletindo a raiva de  Siegfried), resolvendo consigo mesmo: "Eu vou matar o wabbit!" levando-o a comandar raios ferozes, "tufões, ciclones, terremotos" e, finalmente, "SMOG !!!" para "stwike de wabbit!" enquanto a música do The Flying Dutchman toca em segundo plano.
Eventualmente, a tempestade que se seguiu rasga as montanhas onde Pernalonga fugiu. Hortelino triunfalmente corre para ver sua vitória, mas ao ver o corpo intacto e aparentemente sem vida de Pernalonga, ele imediatamente lamenta sua ira e carrega com lágrimas o coelho, presumivelmente para Valhalla, de acordo com o tema wagneriano, conforme o Ato III das Valquírias (embora a música venha novamente da abertura para Tannhäuser). Pernalonga brevemente levanta a cabeça para encarar a plateia, quebrando a quarta parede e comenta: "Bem, o que você esperava de uma ópera? Um final feliz?" Antes de voltar a fingir de morto. O cartão com os dizeres "Isso é tudo, pessoal!" aparece enquanto toca a música de encerramento.

## Elenco
- Mel Blanc como Pernalonga (como Brünnhilde )
- Arthur Q. Bryan como Hortelino  (como Siegfried ) (sem créditos)